# Richard Scrimger
Richard Scrimger (ur. 5 kwietnia 1957 w Montrealu) – kanadyjski pisarz, twórca literatury dla dzieci, młodzieży i dorosłych.
W 1979 ukończył studia licencjackie University of Toronto. Za powieść Nos do przygód otrzymał m.in. nagrodę literacką Mr. Christie Award.
Jest żonaty i ma czworo dzieci. Mieszka w Cobourgu w prowincji Ontario.

## Dzieła

### Powieści
- Crosstown (1996)
- Still Life With Children (1997)
- The Way to Schenectady (1998)

Seria Nos z Jowisza
1. The Nose From Jupiter (1998; wyd.pol. 2005 Nos z Jowisza)
2. A Nose For Adventure (2000; wyd.pol. 2006 Nos do przygód)
3. Noses Are Red (2002; wyd.pol. 2008 Wszystkie nosy są czerwone)
4. The Boy from Earth (2004)

- Mystical Rose (2000)
- Of Mice & Nutcrackers (2001)
- From Charlie’s Point of View (2005)
- Into the Ravine (2007)
- Ink Me (2012)

### Ilustrowane książki dla dzieci
- Bun Bun’s Birthday (2001)
- Princess Bun Bun (2002)
- Eugene’s Story (2003)